# Legionella pneumophila
Legionella pneumophila — грам-негативна рухома паличкоподібна бактерія роду Legionella, основний збудник легіонельозу (або «хвороби легіонерів»), що отримала свою назву внаслідок спалаху захворювання в 1976 році серед відвідувачів конвенції Американського легіону, що проводилася у Філадельфії. Збудник віднесений до II групи патогенності.

## Біологічні властивості

### Морфологія
Legionella pneumophila — рухомі (мають один джгутик) прямі або злегка викривлені паличкоподібні бактерії розміром 3 х 0,5-0,7 мікрон. Грам-негативні, спор і капсул не утворюють. На препаратах розташовуються поодиноко або у невеликих скупченнях.

### Культуральні властивості

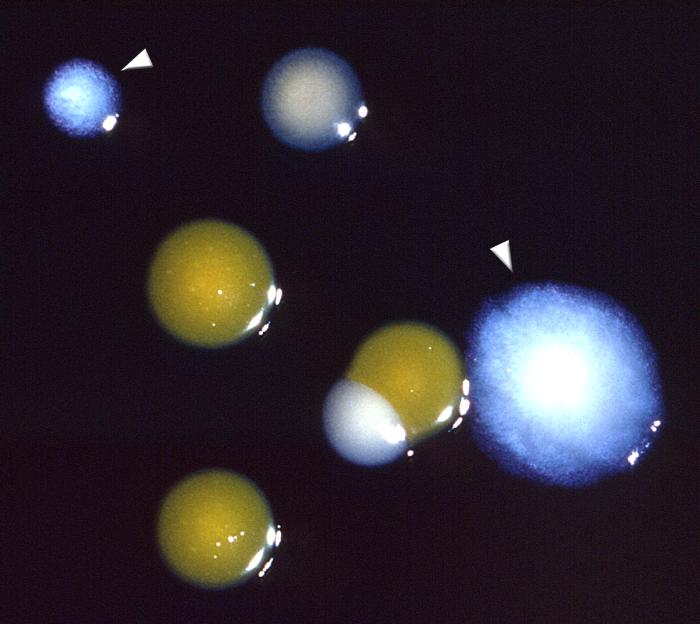
Колонії L. pneumophila на BCYE-α агарі, відмічені стрілками

Ця бактерія — аеробна, зазвичай її вирощують на курячих ембріонах, культурах клітин людини і збагачених селективних поживних середовищах (казеїново-вугільний агар КВА, казєїново-дріжджовий агар, агар BCYE-α). Необхідними для росту компонентами є цистеїн і залізо. Не росте на простих поживних середовищах. Оптимальна температура для росту — 35-37 °C, на селективних поживних середовищах розвивається поволі. Колонії округлі, опуклі з легкою опалесценцією. Утворює β-лактамазу, каталазу, зумовлює гідроліз гіппурата.

### Екологія

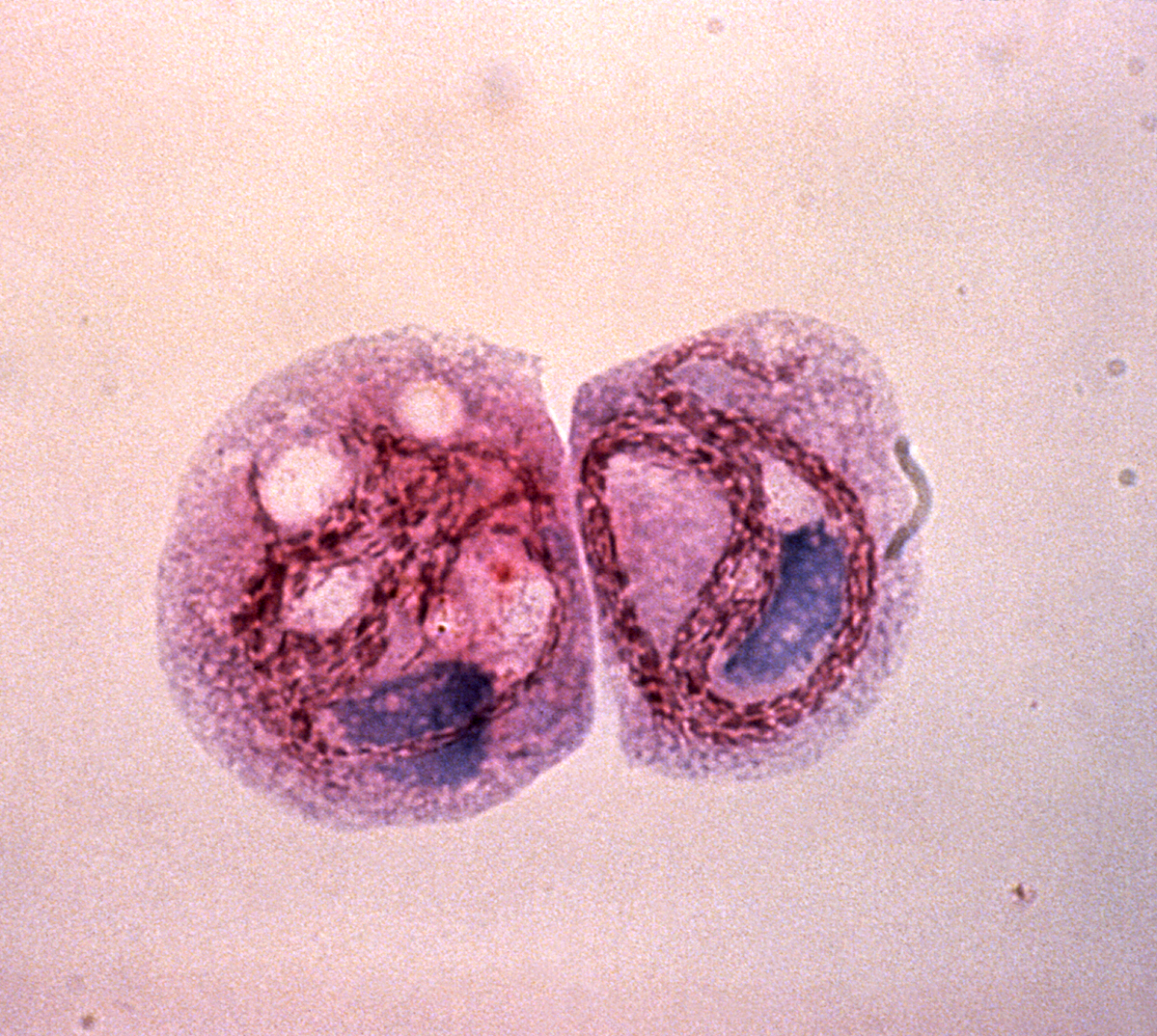
Legionella pneumophila всередині найпростіших Tetrahymena pyriformis

L. pneumophila мешкає в теплих прісних водоймищах та є факультативним внутріклітинним паразитом деяких найпростіших. У інфузорій роду Tetrahymena при захопленні клітин L. pneumophila не відбувається перетравлення цих клітин, живі L. pneumophila виділяються у навколишнє середовище у вигляді пакетів. У клітинах найпростішого Hartmanella vermiformes лізосома з клітинами L. pneumophila оточується шорстким ендоплазматичним ретикулюмом. При розмноженні поза межами клітини хазяїна, важливу роль в житті L. pneumophila має як планктонна стадія, так і формування біоплівок. Бактерія пристосувалася існувати в штучних системах водопостачання, в особливості тих, що підігріваються, наприклад в системах кондиціонування повітря. L. pneumophila виживає в подібних біотопах багато в чому завдяки здібності до утворення біоплівок, а також здатності виживати після термообробки і споживати залишки інших мікроорганізмів, убитих нагріванням. Бактерія також є факультативним внутріклітинним паразитом людини, спричинює легіонельоз.

### Геном
Геном L. pneumophila представлений кільцевою дволанцюжковою молекулою ДНК. Відомо принаймні три штами з істотними відмінностями в геномі: у L. pneumophila штаму Paris геном складається з 3635495 пар основ і містить 3224 гени, у L. pneumophila штаму Lens геном довжиною 3405519 пар основ і містить 3004 генів,, а у штаму Philadelphia 1 геном довжиною 3397754 пар основ і містить загалом 2942 генів. Таким чином, геном L. pneumophila відносно пластичний, що може змінювати можливості цього організму до внутріклітинного паразитичного існування.

## Патогенність

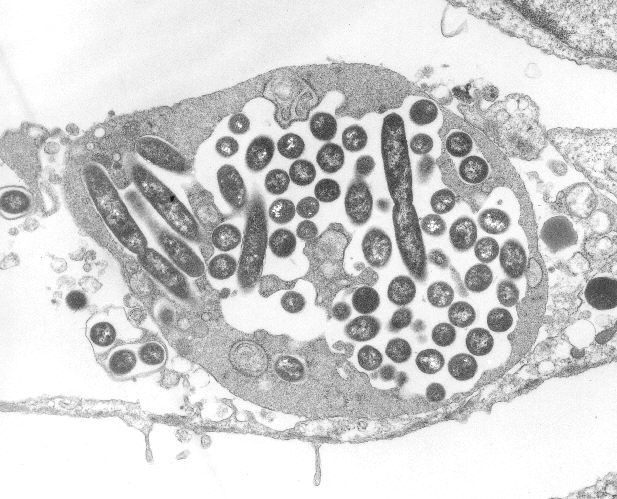
Клітини L. pneumophila розмножуються в культурі фібробластів легені людини

L. pneumophila патогенна для людини, у багатьох випадках при зараженні вона спричинює легіонельоз — сапронозну бактеріальну інфекцію людини. Механізм передачі — повітряний. Джерела зараження, як при усіх сапронозах, немає. Потрапляння збудника йде з абіотичних (неживих) об'єктів — побутових водонагрівальних приладів, систем кондиціонування повітря, тоді як заражена людина не є контагіозною. L. pneumophila розмножується всередині макрофагів, уникаючи лізису фагоцитів. Також ця бактерія інгібує супероксиддісмутази моноцитів, фаголізосоми людини, наповнені L. pneumophila, зливаються з шЕР, крім того, зменшується антиген-презентуюча активність заражених клітин. Крім того, L. pneumophila індукує апоптоз і активацію каспаз, та індукує синтез інтерлейкіну-8 епітеліоцитами легенів людини. Фактором патогенності також є здібність до синтезу цитотоксичних глюкозилтрансфераз Lgt. До легіонельозу схильні особи із зниженим імунітетом, є спостереження про зв'язок схильності до легіонельозу із зниженою функцією активації комплемента.